# 콜로니아주

콜로니아주의 위치

콜로니아주(스페인어: Departamento de Colonia)는 우루과이 남서부에 위치한 주로 주도는 콜로니아델사크라멘토이며 면적은 6,106km2, 인구는 123,203명(2011년 기준)이다. 북쪽으로는 소리아노주, 북동쪽으로는 플로레스주, 동쪽으로는 산호세주와 접하며 남쪽과 서쪽으로는 아르헨티나와 국경을 접한다.

주기
주 문장